# Hollik István
Hollik István (Budapest, 1982. január 23. –) magyar politikus, országgyűlési képviselő, 2018–2019-ben kormányszóvivő, majd 2020-tól 2024-ig a Fidesz kommunikációs igazgatója.

## Élete
Fiatalkorában családjával Nagymarosra költöztek. A váci Piarista Gimnáziumban tett érettségi vizsgát, tanulmányait az Eötvös Loránd Tudományegyetem Tanárképző Karán és a Budapesti Corvinus Egyetem – Századvég Politikai Iskola képzésén folytatta.
Az Ifjúsági Kereszténydemokrata Szövetség tagja 2003 óta. A szervezetnek alelnöke 2005 óta, 2013 és 2015 között pedig elnöke volt. 2004-ben lépett be KDNP-be és azóta tagja a Fidesznek is.
2010 és 2012 között a Közigazgatási és Igazságügyi Minisztériumának miniszteri kabinetében dolgozik, majd a Kormany.hu kormányzati portál főszerkesztője.
2012-től az Emberi Erőforrások Minisztériumának politikai főtanácsadója.
2015-ben parlamenti képviselővé választásáig az Új Nemzedék Központ stratégiai igazgatója. 2015. szeptember 21. óta parlamenti képviselő, a KDNP-frakció tagja.
2018-tól a Negyedik Orbán-kormány szóvivője. 2019 januárjában a Fidesz Hollik Istvánt jelölte országgyűlési képviselőnek, Hirt Ferenc halála miatt.
2019. február 18-tól a hazai kommunikációs feladatok ellátására kormánybiztossá nevezték ki, egészen 2019. december 31-ig, amikor 2020. január 1-től Szentkirályi Alexandra vette át a kormányszóvivői munkát.

### Politikai akciói
2018. június 12-én az Amnesty International Magyarország nevű emberjogi szervezet lejáratása céljából a szervezet irodájának ajtajára egy "Bevándorlást támogató szervezet" feliratú matricát ragasztott. Ezt a cselekedetét néhány nappal később egy párttársa Hölvényi György hazugságnak nevezte, annak ellenére, hogy Hollik István az akciót nyilvánosan egy sajtótájékoztatóval együtt hajtotta végre.

## Családja
Nős, három gyermek édesapja. Testvére Hollik Erzsébet, Dömötör Csaba fideszes politikus felesége.